# Rzeżuszanka
Rzeżuszanka – oryginalna włoska zupa podawana zimą lub wiosną, której głównym składnikiem jest rzeżucha; spożywana na ciepło lub zimno.